# انسانیت (فیلم ۱۹۹۴)
انسانیت (به هندی: Insaniyat) فیلمی محصول سال ۱۹۹۴ و به کارگردانی تونی جونجا است. در این فیلم بازیگرانی همچون آمیتاب باچان، سانی دیول، راوینا تاندون، جایا پرادا، چانکی پاندی ایفای نقش کرده‌اند.

## بازیگران و صداپیشگان
| نقش             | بازیگر             | دوبلُر            |
| امر             | آمیتاب باچان       | خسرو خسروشاهی    |
| شالو            | جایا پرادا         | شهلا ناظریان     |
| بریجبان         | انوپم کهیر         | حسین عرفانی      |
| شانتی دیوی      | نوتان              | زویا خلیل آذر    |
| کریم            | سانی دئول          | منوچهر والی زاده |
| هری             | چانکی پاندی        | افشین ذی نوری    |
| لوتارام         | پریم چوپرا         | پرویز ربیعی      |
| بازرس شفیع      | شفیع اینامدار      | تورج مهرزادیان   |
| دوست بریجبان    | آجیت واچانی        | خسرو شمشیرگران   |
| دشپانده         | ساداشیو آمراپورکار | بهرام زاهدی      |
| ناندو           | وینود مهرا         | رضا الماسی       |
| سلما            | راوینا تاندون      | الهام جعفرنژاد   |
| مادر سلما       | انجانا ممتاز       | صفا آقاجانی      |
| مونی            | پالاوی جوشی        | رزیتا یاراحمدی   |
| برادر کوچک مونی |                    | مهتاب تقوی       |
| مامور انگلیسی   | تام آلتر           | محمدرضا مومنی    |
| پدر بریجبان     | گوگا کاپور         | سیامک اطلسی      |
| داماد غول پیکر  |                    | سیامک اطلسی      |
| زندانبان        | مک موهان           | سیامک اطلسی      |